# Alvin Fielder
Alvin Fielder  (* 23. November 1935 in Meridian (Mississippi); † 5. Januar 2019) war ein US-amerikanischer Jazzmusiker (Schlagzeug).

## Leben und Wirken
Alvin Fielder stammt aus einer musikalischen Familie; sein Bruder William lehrte Jazz an der Rutgers University. Seine Karriere begann 1948 in der lokalen Band von Duke Oatis. Später studierte er Perkussion bei Ed Blackwell und daneben Pharmazie. Mitte und Ende der 1950er-Jahre arbeitete in Houston in Rhythm-and-Blues-Bands von Lowell Fulson, Amos Milburn und Eddie „Cleanhead“ Vinson. Von 1959 bis 1969 war er als Studiomusiker für Duke Records in Chicago tätig; daneben war er 1960/61 Mitglied im Sun Ra Arkestra und gehörte zu den Gründungsmitgliedern des Association for the Advancement of Creative Musicians (AACM). Er spielte u. a. mit Muhal Richard Abrams, Eddie Harris, Roscoe Mitchell, Kalaparusha Maurice McIntyre (Live from Studio Rivbea: July 12, 1975) und Fred Anderson. 1968 kehrte er in seinen Heimatstaat zurück und übernahm die Leitung der Apotheke seiner Familie.
In den 1970er Jahren spielte Fielder in Atlanta und Dallas mit lokalen Bands und nahm einige Alben mit dem Improvisational Arts Quintet auf, in dem er mit Kidd Jordan, Kent Jordan, Clyde Kerr und Elton Heron spielte. Fielder wurde in der Black Arts Music Society (BAMS) aktiv und trat vorrangig in Mississippi auf, u. a. mit Muhal Richard Abrams, Alvin Batiste, Ron Brown, Betty Carter, Teddy Edwards, Malachi Favors, Dexter Gordon, Johnny Griffin, The Heath Brothers, Billy Higgins, Joseph Jarman, Clifford Jordan, Oliver Lake, Mulgrew Miller, Woody Shaw, Henry Threadgill, Freddie Waits und Cassandra Wilson. Fielder gastierte von 1975 bis 2008 regelmäßig auf dem jährlichen New Orleans Jazz and Heritage Festival. In den 1980er-Jahren gastierte er auch auf zahlreichen Festivals in Europa; 1991 spielte er auf dem Festival International de Louisiane. Bekannt war er auch für seine nächtlichen Sessions im Club Constellation nach dem Chicago Jazz Festival.
1987 nahm Fielder ein Album mit Ahmed Abdullah, Charles Brackeen und Dennis González auf; in den 1990ern spielte er in Improvationsesembles von Joel Futterman, Kidd Jordan und anderen. 2002 ging er mit Andrew Lamb auf Tournee, hatte ein Trio mit  Kidd Jordan und Peter Kowald (Trio and Duo in New Orleans, ed. 2013) und nahm 2007 sein erstes Album unter eigenem Namen auf, A Measure of Vision. 2017 legte er The Shape Finds Its Own Space (FMR, mit Frode Gjerstad, Damon Smith) vor; 2018 mit Damon Smith das Duoalbum Song for Chico (BPA). Im Bereich des Jazz war er zwischen 1958 und 2017 an 35 Aufnahmesessions beteiligt.